# Ерменред (король Кенту)
Ерменред (давн-англ. Eormenred, Ermenred, Irminred; ? — до 664) — король Кенту у 640—до 664 роках.

## Життєпис
Походив з династії Ескінгів. Старший син Едбальда, короля Кенту, та Емми (доньки Теодеберта II, короля Австразії). Про дату народження нічого невідомо. Існує версія, що Ерменред був співкоролем разом з Едбальдом. За іншою після смерті останнього у 640 році став володарем разом з молодшим братом Еоркенбертом. Можливо розділив з ним державу, став окремим правителем. Помер до 664 року. Після цього єдиним королем Кенту став його брат.

## Родина
Дружина — Ослафа
Діти:
- Етельберт (д/н—бл. 665)
- Етельред (д/н—бл. 669), святий Англії
- Ефе, аббатиса монастиря в Мінстер-ін-Танет
- Ерменгіта